# Fimbristylis savannicola
Fimbristylis savannicola är en halvgräsart som beskrevs av Johannes Hendrikus Kern. Fimbristylis savannicola ingår i släktet Fimbristylis och familjen halvgräs. Inga underarter finns listade i Catalogue of Life.